# إدوين بي. مورغان
إدوين بي. مورغان (بالإنجليزية: Edwin B. Morgan)‏ هو سياسي أمريكي، ولد في 2 مايو 1806، وتوفي في 13 أكتوبر 1881 بليديارد في الولايات المتحدة. حزبياً، نشط في الحزب الجمهوري. وقد انتخب عضو مجلس النواب الأمريكي.